# Wynne Gibson
Winifred Elaine "Wynne" Gibson (3 de julio de 1898 -15 de mayo de 1987) fue una actriz estadounidense de la década de 1930.

## Primeros años
Gibson nació en Nueva York, hija de Frank W. Gibson y Elaine Coffin Gibson. Su padre era experto en eficiencia y su madre, curandera autorizada de la Ciencia cristiana. Estudió en el Wadleigh High School for Girls de la ciudad de Nueva York.
En un momento de su juventud, se escapó de su casa con una compañía de teatro, con la que actuó en tres ciudades antes de que su padre la encontrara.

## Teatro
Gibson formó parte de las Melody Maids de Frederick Santley y de las Melody Charmers de Ray Raymond. Participó en el espectáculo Ritz Girls, en el que ella y Billie Vernon actuaban como hermanas. Gibson actuó en vodevil como parte de The Melody Charmers. En Broadway actuó en Jarnegan (1928) y When You Smile (1925). En 1955-56 fue presidenta de la Equity Library Theatre.

## Cine
Al principio de su carrera, Gibson tuvo un pequeño papel en una película, pero no tenía ningún interés especial en aparecer ante la cámara.[cita requerida] Fue el escenario lo que le interesó y comenzó su carrera en los escenarios como corista y pronto interpretó papeles principales. Hizo una gira por Europa y regresó a Estados Unidos para intentar conseguir un papel dramático, pero fracasó y volvió a la comedia musical. Paramount la contrató cuando estaba a punto de rodar Nothing But the Truth (1929), iniciando así su éxito, que continuó en 50 películas entre 1929 y 1956, aunque muchas eran de serie B.[cita requerida]

## Vida personal
Gibson tuvo un breve matrimonio con un director de escena. Después se casó con el actor John Gallaudet en 1927. Se divorciaron en 1930. Fue compañera durante mucho tiempo de la ex actriz de la Warner Brothers Beverly Roberts.

## Muerte
Gibson murió en 1987 debido a una trombosis cerebral en Laguna Niguel, California.

## Filmografía
- Nothing But the Truth (1929) - Sabel Jackson
- Juventud dorada (Children of Pleasure, 1930) - Emma Gray
- The Fall Guy (1930) - Lottie Quinlan
- The Gang Buster (1931) - Zella Cameron
- Luna de junio (June Moon, 1931) - Lucille Sears
- Un hombre de mundo (Man of the World, 1931) - Irene Hoffa
- The Stolen Jools (1931) - Reportera
- Las calles de la ciudad (City Streets, 1931) - Agnes
- Kick In (1931) - Myrtle Sylvester
- The Road to Reno (1931) - Sra. It-Ritch
- Ladies of the Big House (1931) - Susie Thompson
- Two Kinds of Women (1932) - Phyllis Adrian
- Una mujer perseguida (The Strange Case of Clara Deane, 1932) - Clara Deane
- El retador (Lady and Gent, 1932) - Puff Rogers
- Noche tras noche (Night After Night, 1932) - Iris Dawn
- Si yo tuviera un millón (If I Had a Million, 1932) - Violet Smith (sin acreditar)
- El signo de la cruz (The Sign of the Cross, 1932) - Invitada a la orgía (sin acreditar)
- The Devil Is Driving (1932) - 'Silver'
- El crimen del siglo (The Crime of the Century, 1933) - Freda Brandt
- El agresor invisible (Emergency Call, 1933) - Mabel
- Se necesita un protector (Her Bodyguard, 1933) - Margot Brienne
- Aggie Appleby, creadora de hombres (Aggie Appleby, Maker of Men, 1933) - Agnes 'Aggie' Appleby
- The Crosby Case (1934) - Lynn Ashton
- Al este sin rumbo (Sleepers East, 1934) - Lena Karelson
- Doy mi amor (I Give My Love, 1934) - Judy Blair
- El capitán odia el mar (The Captain Hates the Sea, 1934) - Sra. Jeddock
- Gambling (1934) - Maizie Fuller
- El sobre lacrado (The Crouching Beast, 1935) - Gail Dunbar
- Admirals All (1935) - Gloria Gunn
- Come Closer, Folks (1936) - Mae
- Racketeers in Exile (1937) - 'Babe' DeVoe
- Michael O'Halloran (1937) - Grace Mintum
- Trapped by G-Men (1937) - Alice Segar, haciéndose pasar por la Sra. Donovan
- Gangs of New York (1938) - Orchid
- Flirting with Fate (1938) - Bertha
- Milagro en la Calle Mayor (Miracle on Main Street, 1939) - Sade Blake
- My Son Is Guilty (1939) - Claire Morelli
- Cafe Hostess (1940) - Annie
- Forgotten Girls (1940) - Frances Wingate
- Double Cross (1941) - Fay Saunders
- A Man's World (1942) - Blossom Donovan
- The Falcon Strikes Back (1943) - Geraldine Lipton
- Mystery Broadcast (1943) - Eve Stanley